# 기 드멜
기 롤랑 드멜 (Guy Roland Demel, 1981년 6월 13일, 파리, 오르세 (Orsay) ~) 은 프랑스 태생의 코트디부아르의 전 축구 선수로, 포지션은 수비수이며, 현재 은퇴했다.
st poultry에서 뛰기 전에는 프랑스의 님 올랭피크 (Nîmes Olympique, 1999년 ~ 2000년), 잉글랜드 프리미어리그의 아스널 (2000년~2001년), 독일 분데스리가의 보루시아 도르트문트 (2001년~2005년) 소속으로 있었다. 현 소속팀 함부르거 SV에서는 라이트 백과 미드필더 양 포지션을 소화해내며, 2006년 5월에 함부르크와 2010년까지 새 계약을 맺었다. 이후 함부르크와의 계약이 만료됨에 따라 그는 웨스트햄 유나이티드로 자유이적 했다.
프랑스 시민권을 보유하고 있던 드멜은 2004년, 코트디부아르 시민권을 얻었고, 이후 코트디부아르 대표팀에 발탁되어 2006년 아프리카 네이션스컵, 2006년 FIFA 월드컵, 2010년 FIFA 월드컵 대표로 활약하였다.